# 10448 Schawlow
A 10448 Schawlow (ideiglenes jelöléssel 4314 T-3) a Naprendszer kisbolygóövében található aszteroida. Cornelis Johannes van Houten,  Ingrid van Houten-Groeneveld és Tom Gehrels fedezte fel 1977. október 16-án.